# Найобрара (округ, Вайомінг)
Шаблон:StateAbbr_ 43°03′ пн. ш. 104°28′ зх. д. / 43.05° пн. ш. 104.47° зх. д.
Найобрара (англ. Niobrara County) — округ (графство) у штаті Вайомінг. Ідентифікатор округу 56027.

## Історія
Округ утворений 1911 року.

## Демографія
За даними перепису
2000 року
загальне населення округу становило 2407 осіб, зокрема міського населення було, а сільського — 2407.
Серед них чоловіків — 1174, а жінок — 1233. В окрузі було 1011 домогосподарств, 679 родин, які мешкали в 1338 будинках.
Середній розмір родини становив 2,81.
Віковий розподіл населення поданий у таблиці:
| Стать    | До 15 років | 15-21 | 22-29 | 30-39 | 40-49 | 50-65 | 65-85 | Понад 85 |
| -------- | ----------- | ----- | ----- | ----- | ----- | ----- | ----- | -------- |
| Чоловіки | 239         | 108   | 52    | 145   | 206   | 219   | 187   | 18       |
| Жінки    | 191         | 107   | 88    | 168   | 207   | 226   | 203   | 43       |

## Суміжні округи
- Вестон — північ
- Кастер, Південна Дакота — північний схід
- Фолл-Ривер, Південна Дакота — схід
- Сіу, Небраска — південний схід
- Ґошен — південь
- Платт — південний захід
- Конверс — захід

## Виноски
1. ↑  American FactFinder. Бюро перепису населення США. Архів оригіналу за 26 лютого 2012. Процитовано 31 січня 2008.

| США | Це незавершена стаття з географії США. Ви можете допомогти проєкту, виправивши або дописавши її. |